# Antonio Bellucci

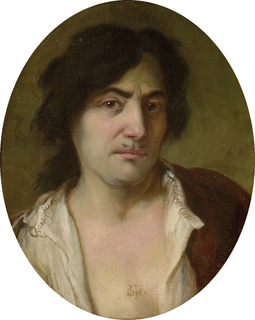
Antonio Bellucci: Selbstporträt, um 1695, Öl auf Leinwand, 49,2 × 39,8 cm, Ashmolean Museum, Oxford

Antonio Bellucci (auch Antonio Belluzzi genannt; * 1654 in Pieve di Soligo, Treviso; † 1726 oder 1727 ebenda) war ein italienischer Maler des venezianischen Hoch- und Spät-Barock, der auch in Deutschland, Österreich und England wirkte.

## Leben
Bellucci soll zunächst in Dalmatien bei Domenico Difnico studiert haben und später in Venedig, wo er durch Andrea Celesti, Pietro Liberi und Antonio Zanchi beeinflusst wurde. Er entwickelte sich zu einem der führenden und bedeutendsten Maler, die in Venedig und im Veneto vom Ende des 17. bis zum Beginn des 18. Jahrhunderts tätig waren. Ab dem 30. August 1684 war er in der venezianischen Malervereinigung (der fraglia) eingeschrieben.
Die Chronologie seines Schaffens ist nicht immer ganz klar, jüngere Quellen differieren zum Teil erheblich von Angaben bei älteren Autoren.
Zu Belluccis noch tenebristisch beeinflusstem Frühwerk zählt ein signiertes Bild Venus und Mars in der Collezione Steffanoni (Bergamo).

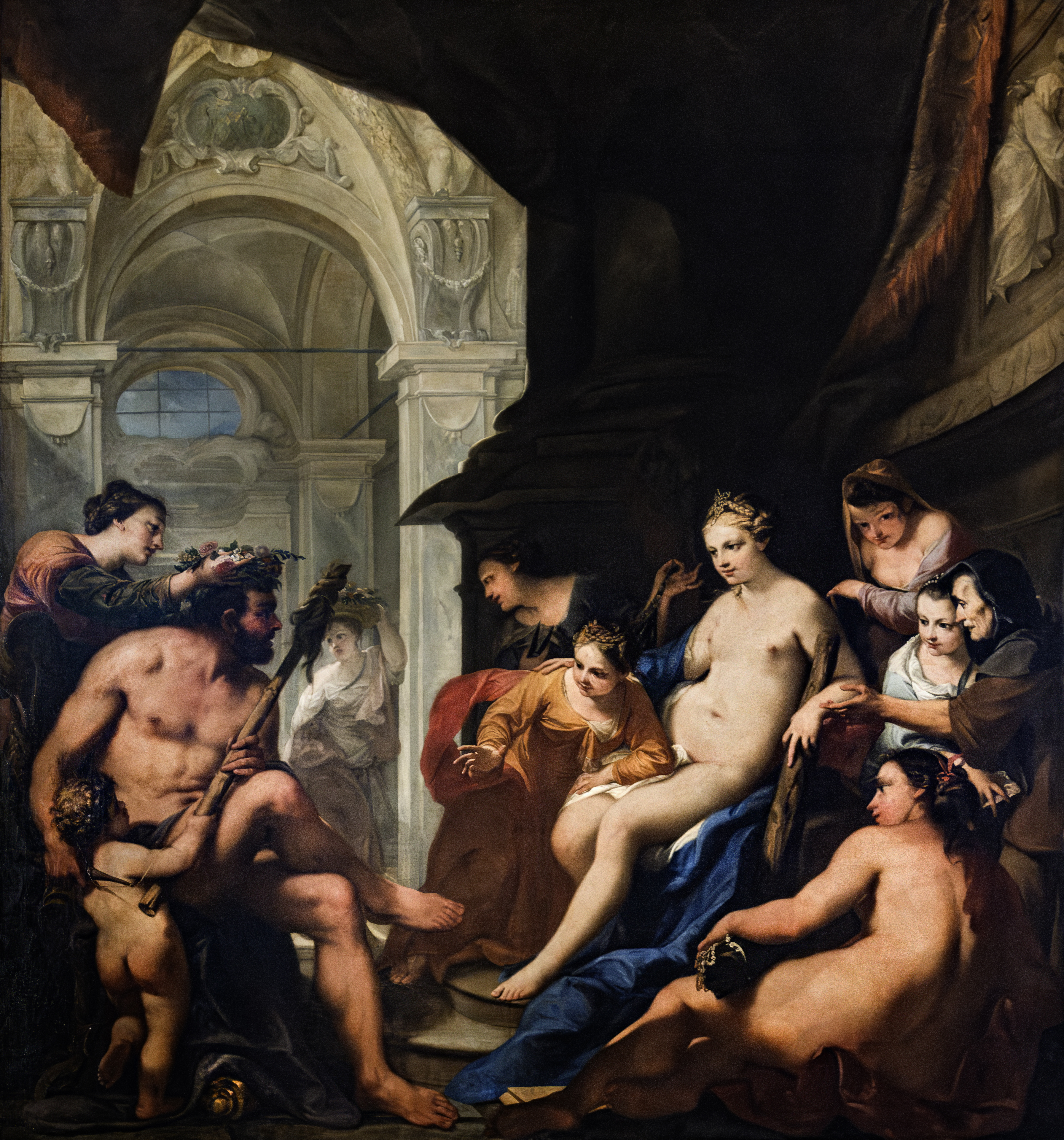
Herkules und Omphale, um 1698, Öl auf Leinwand, 320 × 300 cm, Ca’ Rezzonico, Venedig

In einem Wettstreit mit Gregorio Lazzarini malte er 1691 für das Presbyterium der Kirche San Pietro di Castello das riesige Gemälde Der Doge bittet um das Ende der Pest, das als eins seiner Meisterwerke gilt und neben einem imposanten bühnenhaften Entwurf noch Einflüsse von Zanchi zeigt.
Etwa um dieselbe Zeit malte er zusammen mit Antonio Molinari und Lazzarini im Palast des Antonio Lin in kürzester Zeit eine Dekoration in Freskotechnik, was zwar auf dem italienischen Festland normal, aber in Venedig (wahrscheinlich wegen der Feuchtigkeit oder der salzhaltigen Luft) bis dahin nicht üblich war; obwohl diese Arbeit auch für die drei Maler ganz ungewöhnlich war, gelang ihnen das Ergebnis so gut, dass es allgemeine Bewunderung hervorrief. Dies war der Beginn der barocken Freskendekorationen in Venedig.
Außer in Venedig arbeitete Bellucci auch für Kirchen in Verona und Umgebung sowie in Vicenza. Zu den Werken seiner Reife gehören die beiden Ölbilder Die Milde des Scipio und Die Familie des Darius im Museum von Vicenza und das 1706 geschaffene Altarbild mit dem Martyrium des hl. Alessandro für die Kirche in Cenate d’Argon (bei Bergamo).
1692 begann offenbar seine Tätigkeit für den deutschsprachigen Raum, als er einen Auftrag für vier Altarbilder für die Kirche von Klosterneuburg bei Wien bekam. In den Jahren 1696–1697 und 1699 war er in Österreich und Deutschland, ist aber zwischenzeitlich wahrscheinlich zurück in Venedig gewesen, da er die Patenschaft für Gian Antonio Guardi (1698–1760) übernahm.
Von 1702 bis 1704 stand Bellucci in Wien in den Diensten von Fürst Johann Adam Andreas I. von Liechtenstein, für den er eine Reihe großer Deckengemälde in Öl auf Leinwand schuf, die zu seinen bedeutendsten Werken zählen (siehe unten: Werkliste). Die ursprünglich für das Stadtpalais Liechtenstein gemalten Bilder sind erhalten, wurden aber im 19. Jahrhundert zum Teil ins Gartenpalais in der Rossau überführt und durch Beschneidungen und Anstücken teilweise vergrößert oder verkleinert. Belluccis Triumph des Herkules, der im 19. Jahrhundert im westlichen Treppenhaus des Gartenpalais’ angebracht wurde, könnte allerdings ursprünglich für den Herkulessalon desselben Bauwerks geschaffen worden sein; das Bild verdeckte seit dem 19. Jahrhundert Fresken von Johann Michael Rottmayr und wurde daher bei Restaurierungsmaßnahmen zu Beginn des 21. Jahrhunderts abgenommen.

Für Schloss Feldsberg (?) malte Bellucci 23 Gemälde, deren Verbleib nicht bekannt ist.

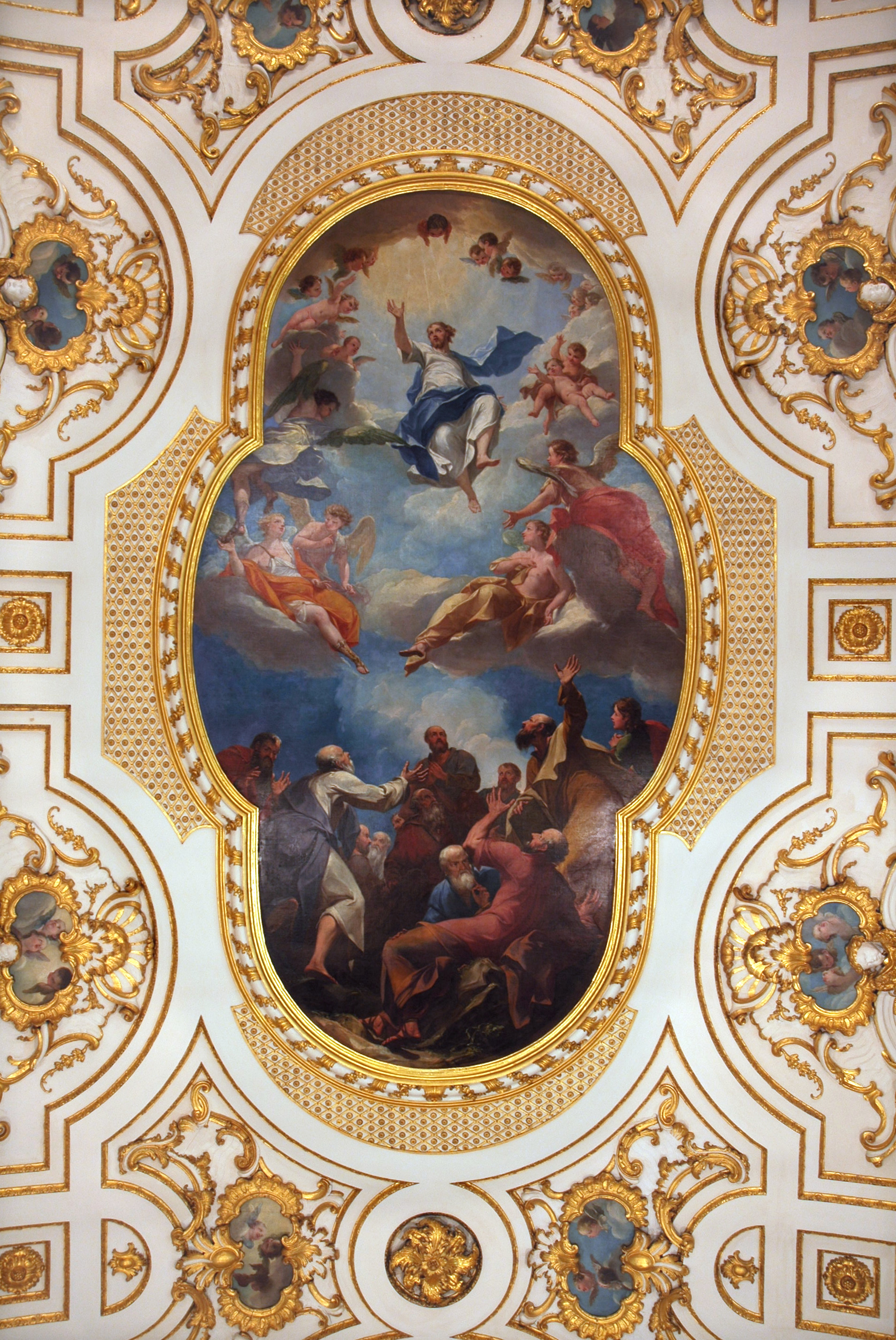
Christi Himmelfahrt, 1719–20, Deckengemälde für die Kapelle des Palasts von James Brydges in Cannons, heute in der St. Michael and All Angels Parish Church, Great Witley, Worcestershire

Bellucci ging 1705–1706 nach Düsseldorf, und schuf für Kurfürst Johann Wilhelm von der Pfalz umfangreiche malerische Dekorationen in Schloss Bensberg, die heute über verschiedenen Museen verstreut sind, unter anderem in Bayern. Für die kurfürstliche Gemäldegalerie schuf Bellucci auch die Bilder Danae im Goldregen, Venus mit der Taube sowie Amor und Psyche. Im Museum von Augsburg befindet sich das riesige Gemälde mit der Hochzeit des Kurfürsten Johann Wilhelm mit Anna Maria de’ Medici (Tochter von Cosimo III.), auf dem Bellucci neben annähernd 50 lebensgroßen Figuren auch sein eigenes Selbstporträt malte (in der linken Ecke).
1709 folgte er schließlich einem Ruf an den kaiserlichen Hof in Wien, wo er unter anderem ein Porträt von Joseph I. malte und nach dessen Tod auch in den Diensten von Karl VI. stand.

Ein anderer deutscher Mäzen von Bellucci war Lothar Franz von Schönborn, für dessen Schloss in Pommersfelden er ein Deckengemälde mit Flora malte, sowie die Gemälde Rebecca am Brunnen und die Auffindung des Mosesknaben.
1716, nach dem Tode von Kurfürst Johann Wilhelm, folgte Bellucci einer Einladung nach England, wo er für James Brydges, 1. Duke of Chandos, Decken- und Wandgemälde schuf, von denen die meisten heute bedauerlicherweise verloren sind. Erhalten blieb davon ein Deckengemälde mit Christi Himmelfahrt, das ursprünglich für die Kapelle des Palasts in Cannons entstand und im August 1720 dort eingeweiht wurde, aber nach dem Tode des Herzogs 1747 in die Gemeindekirche von Great Witley (Worcestershire) transferiert wurde.

Zu den erhaltenen Werken aus Belluccis englischer Zeit gehören außerdem ein großes Deckengemälde, das sich heute in Buckingham Palace befindet, und ein weiteres mit allegorischen Figuren in Burlington House.
Um 1722 kehrte er von London nach Venedig zurück. Aus seiner letzten Schaffensphase stammt wahrscheinlich das Bild Joseph und die Frau des Potiphar (im Museum von Verona).
Antonio Bellucci starb in seinem Heimatort Pieve di Soligo, entweder 1726 oder 1727. Er hatte einen Sohn Giovanni Battista (1684–1733), der auch Maler war und einige Bilder für die Gemeindekirche in Pieve di Soligo malte.
Antonio Balestra war ein Schüler von Bellucci.

## Stil und Würdigung

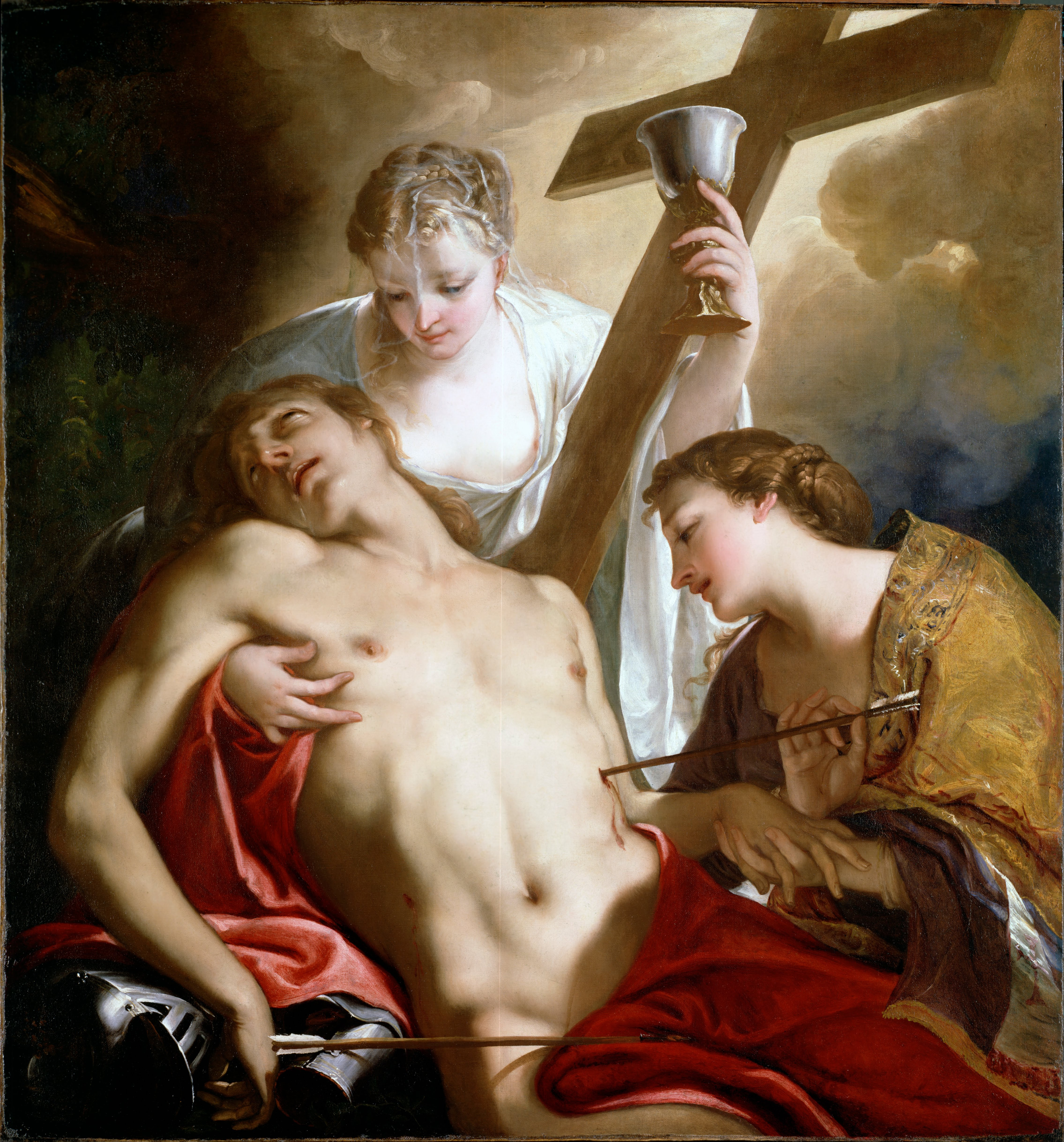
Der hl. Sebastian kuriert von hl. Frauen, um 1715, Öl auf Leinwand, 144,7 × 134,3 cm, Dulwich Picture Gallery, London

Antonio Bellucci wird zur venezianischen Schule der Malerei gezählt. Er gehörte zusammen mit Nicolò Bambini, Antonio Molinari, Gregorio Lazzarini und Federico Cervelli zu der Generation von Malern, die nach der Phase des venezianischen Tenebrismus (mit dem Höhepunkt um 1655–1680) zu einer farbenfroheren, festlichen hochbarocken Malerei fanden, vor allem nach dem Vorbild von Paolo Veronese („Neoveronismus“), aber auch von Luca Giordano und dem römisch-bolognesischen Klassizismus nach Guido Reni, Pietro da Cortona und Maratta.
Vor allem in seinem Frühwerk zeigt Bellucci noch tenebristische Tendenzen. Malerisch ist er besonders von Andrea Celesti, Liberi, Zanchi und Luca Giordano beeinflusst. Sein Reifestil verströmt barocke Lebensfreude und Pracht und ist von malerischer Raffinesse, mit einer weichen, reich abgestuften Farbgebung, einer weichen, virtuosen Pinselführung, teilweise verschleiernden Sfumato-Effekten, aber mit deutlich konturierten Figuren, die an Veronese erinnern (besonders die Frauen). Virtuos ist seine Darstellung kostbarer und malerisch drapierter Stoffe, auffällig gekonnt auch die Chiaroscuro-Effekte, die er zum Teil noch von den „Tenebrosi“ gelernt hat.
Im Laufe der Zeit nimmt er – wahrscheinlich durch seine oben genannten venezianischen Kollegen und durch Antonio Balestra – immer mehr klassizistische Züge im Sinne von Carlo Maratta an: Belluccis Malerei wird nach und nach glatter, die Palette heller. Trotzdem wirkt er mit seinem typisch venezianischen „sanft einschmeichelnden Kolorit“ nie römisch. Insgesamt gehört er zu den wichtigsten Vorläufern von Tiepolo, ohne dass er jedoch die frühen, fortschrittlichen Rokoko-Tendenzen des nur wenige Jahre jüngeren und einflussreichen Sebastiano Ricci aufgenommen hätte.
Antonio Belluccis Bedeutung liegt nicht zuletzt in seiner umfangreichen internationalen Tätigkeit, durch die er insbesondere auch im deutschsprachigen Bereich bekannter ist als manche seiner venezianischen Zeitgenossen.

## Bildergalerie

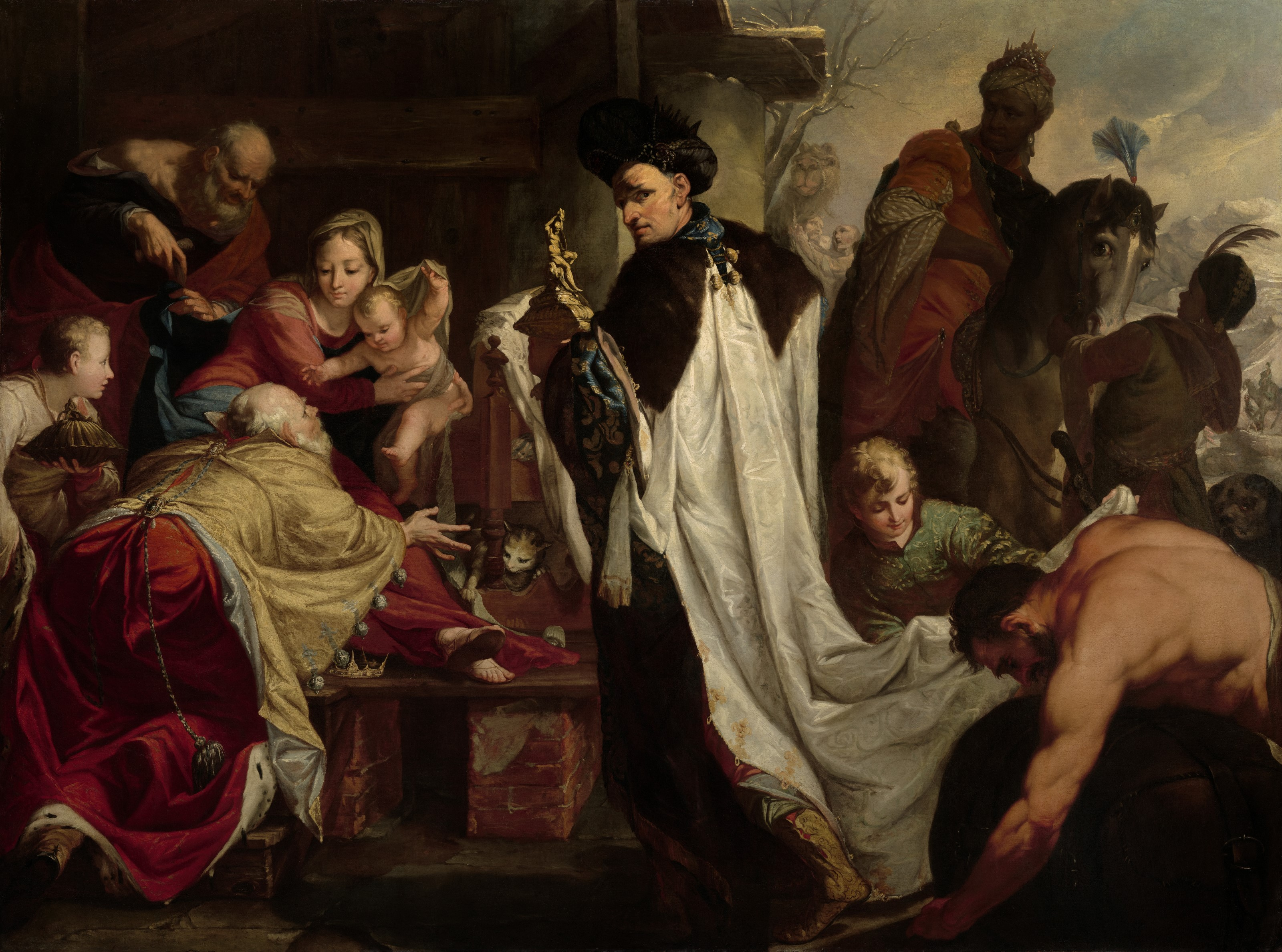
Anbetung der Könige, um 1682, Öl auf Leinwand, 198,1 × 266,7 cm, Museum of Fine Arts, Houston
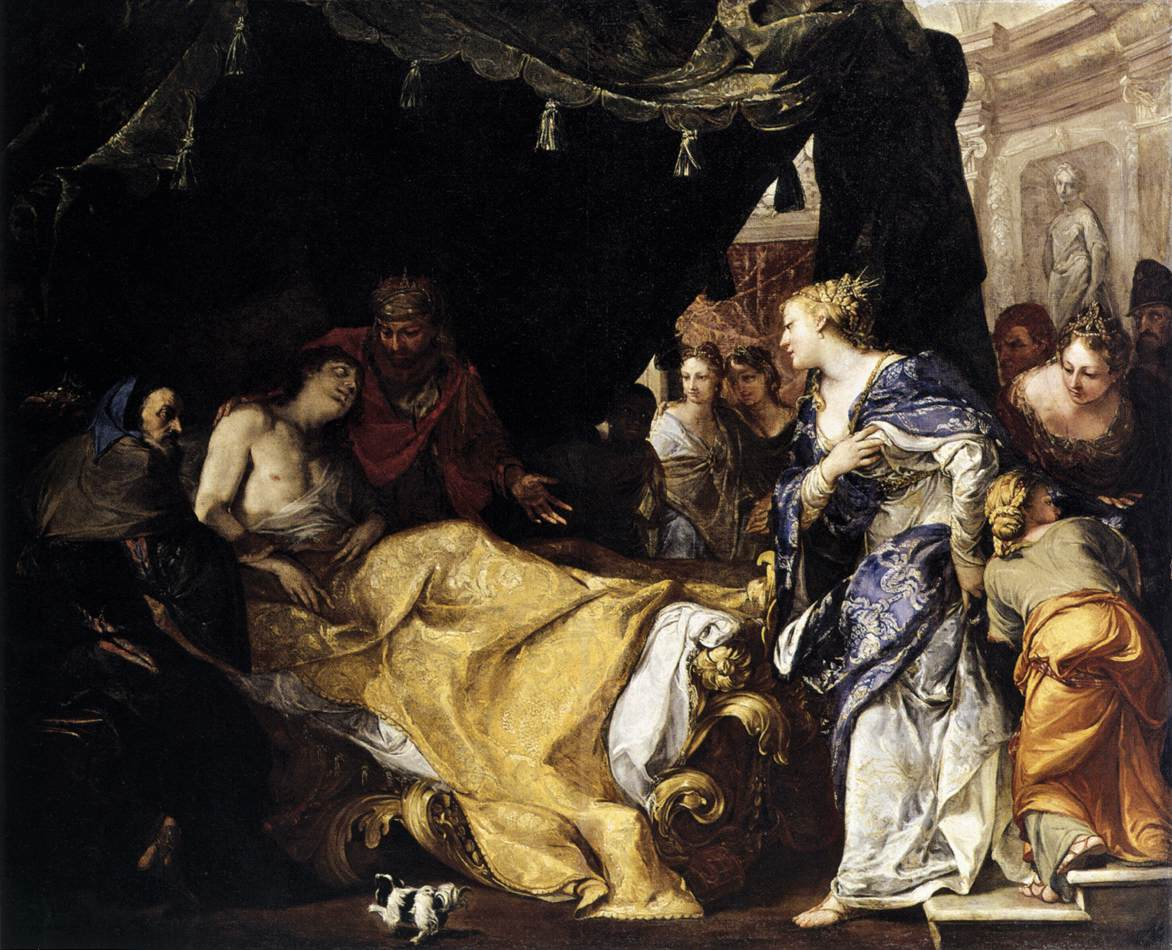
Antiochos und Stratonike, ca. 1700, Öl auf Leinwand, 253 × 301 cm, Gemäldegalerie, Kassel
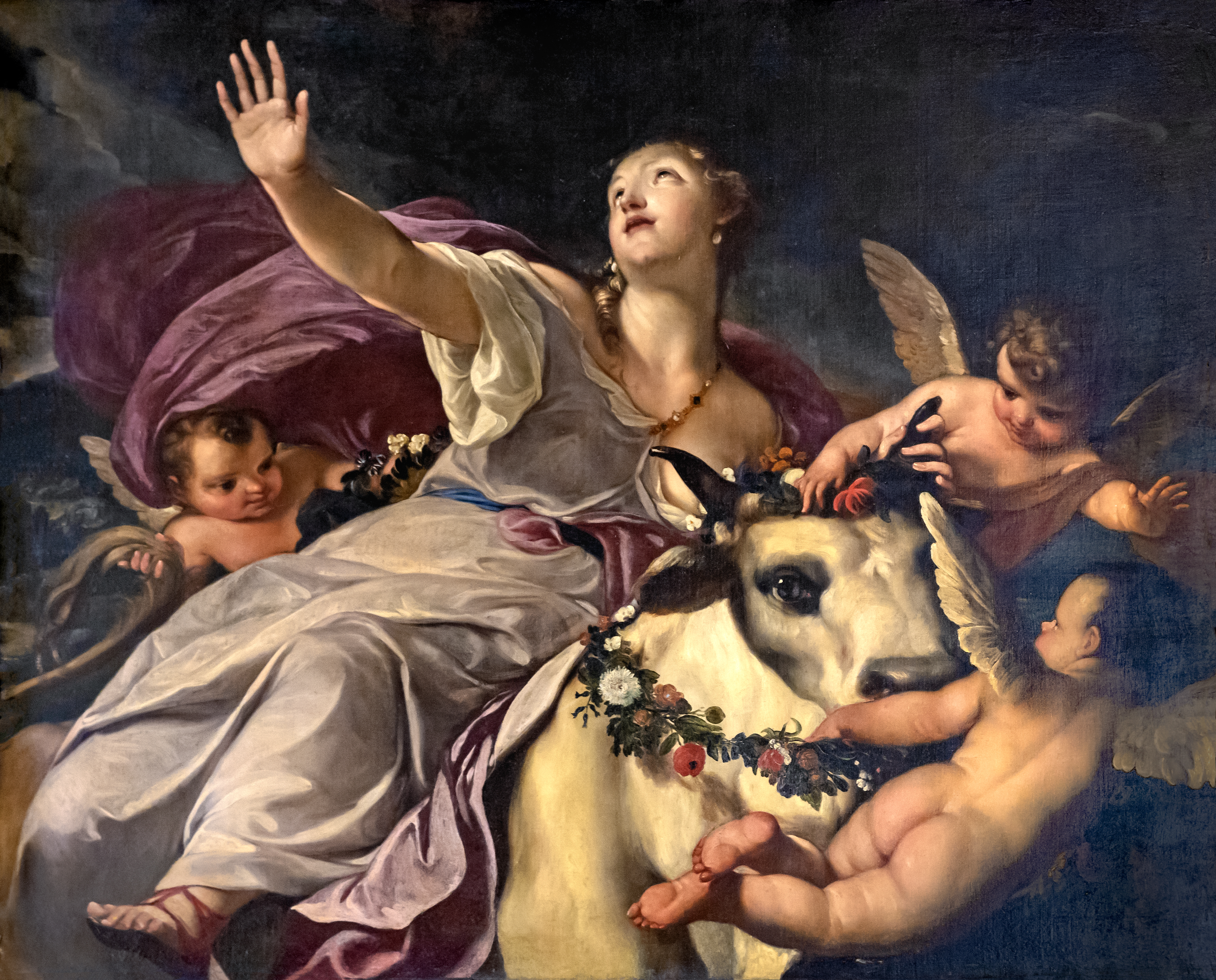
Raub der Europa, Ca’ Rezzonico, Venedig
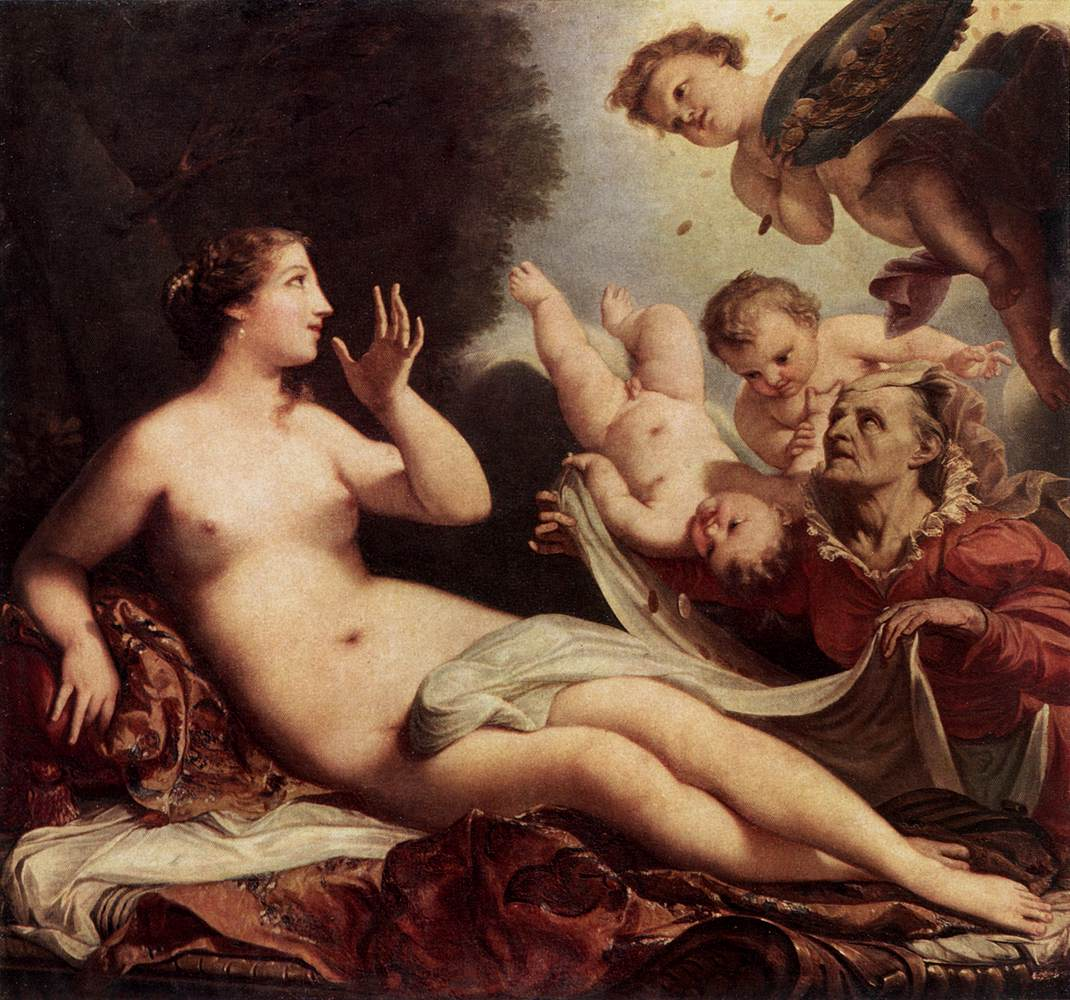
Danaë, um 1705 (?), Öl auf Leinwand, 149 × 159 cm, Szépművészeti Múzeum, Budapest
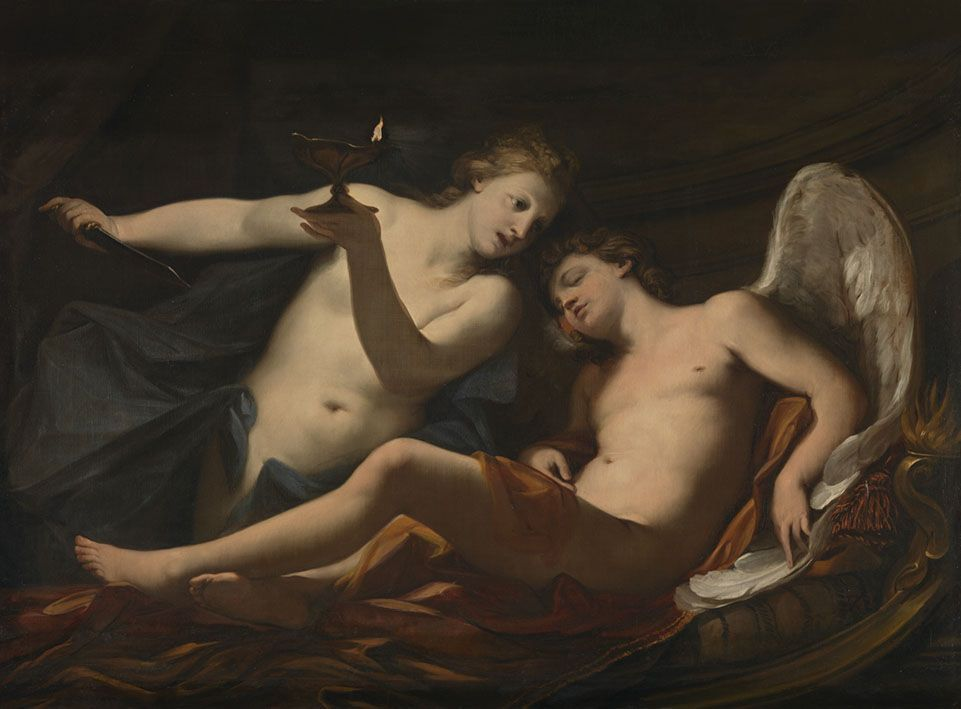
Amor und Psyche, Öl auf Leinwand, 111 × 170 cm, Staatsgalerie, Würzburg
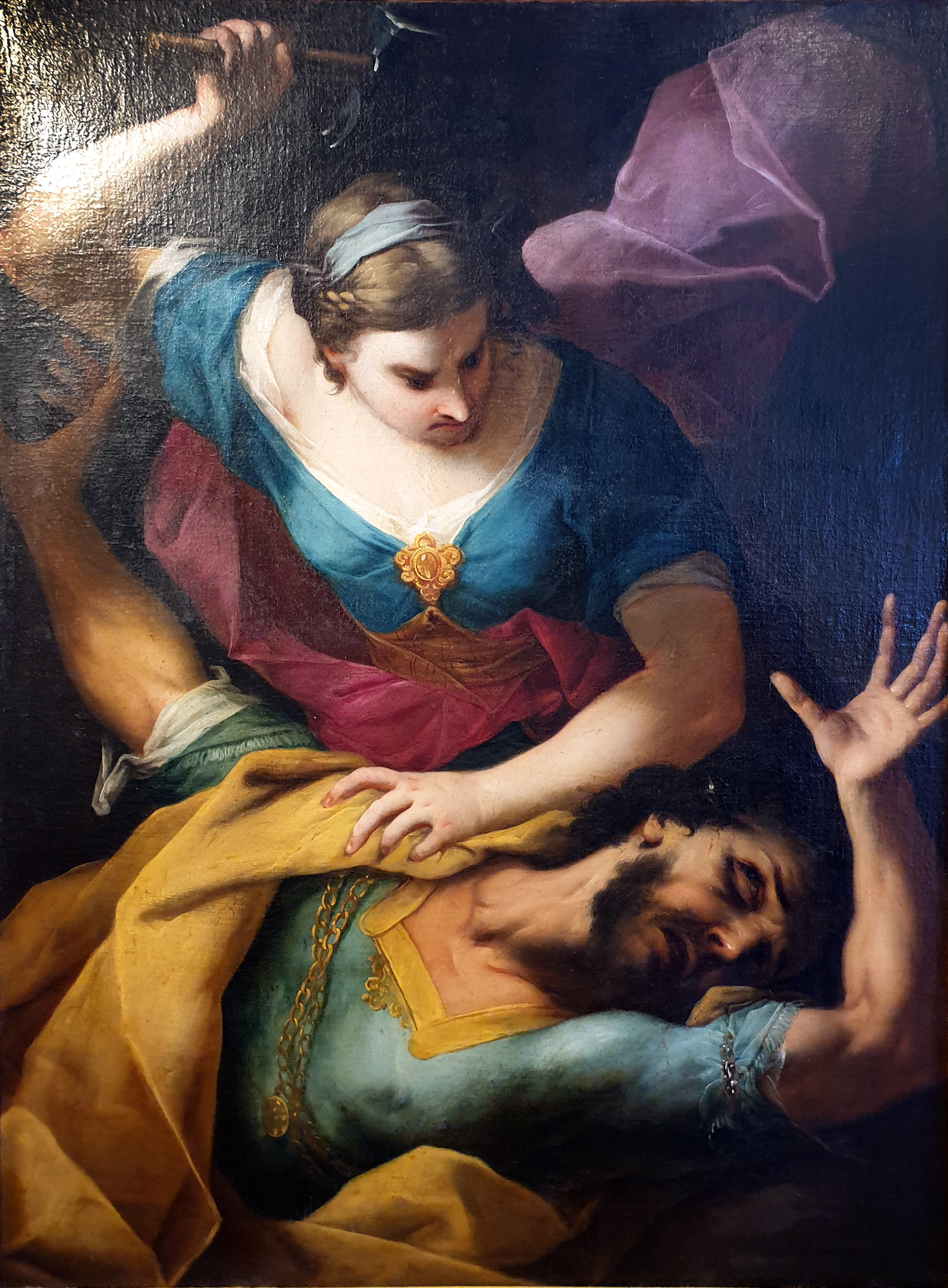
Jael erschlägt den schlafenden Sisera, 1710, Historisches Museum, Bamberg
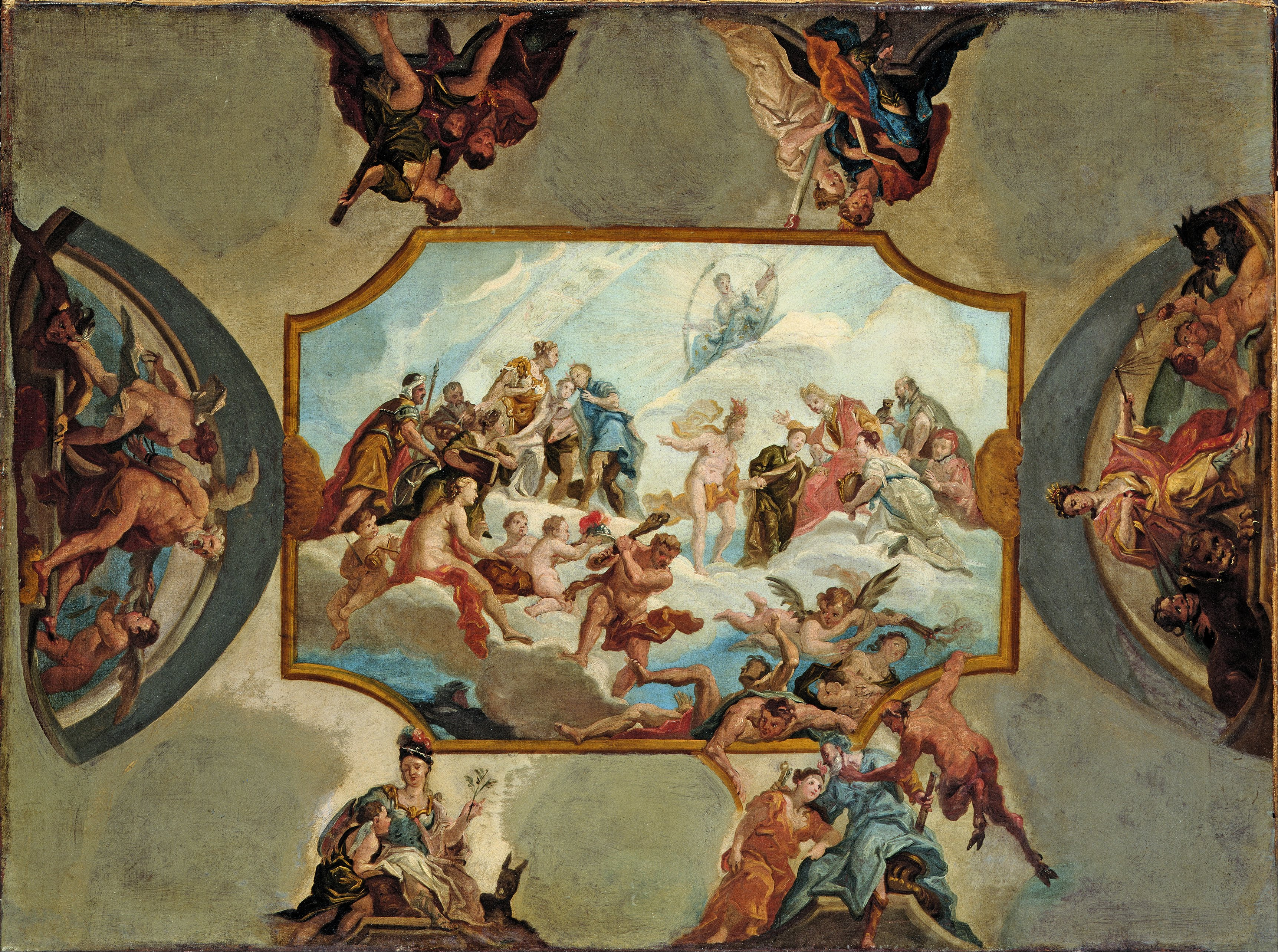
Ehrerbietung an den Kurfürsten Johann Wilhelm von der Pfalz, Entwurf eines Deckengemäldes für Schloss Bensberg, 1708/1709

## Werke (Auswahl)
- Glorie des Hl. Augustinus, vor 1679 (?), Ursulinenkirche (Linz)
- Venus und Mars, Collezione Steffanoni, Bergamo
- Selbstbildnis, Uffizien, Florenz
- Der Doge bittet um das Ende der Pest, 1691, Kirche San Pietro di Castello, Venedig
- Herkules und Omphale, um 1698, Öl auf Leinwand, 320 × 300 cm, Ca’ Rezzonico, Venedig
- Maria Immaculata mit Adam und Eva, 1699, Mausoleum Ferdinands II., Graz
- Deckengemälde in den Sammlungen der Fürsten von Liechtenstein:[18]
  - Die Zeit enthüllt die Wahrheit, 373 × 230 cm (permanente Präsentation im Stadtpalais Liechtenstein, Wien)
  - Das flüchtige Glück, 455 × 610 cm (permanente Präsentation im Gartenpalais Liechtenstein, Wien)
  - Die zu Venus geführte Jugend, 385 × 590 cm
  - Apollo von Genien umgeben, 479 × 1004 cm
  - Der geöffnete Janustempel, 410 × 570 cm
  - Das irdische Glück, 236 × 630 cm
  - Aurora im Sonnenwagen, Allegorie der Fruchtbarkeit
  - Der Sitz der Weisheit, 454 × 326 cm
  - Der Sitz der Ewigkeit (1697),
  - Der Schutz der Vernunft, 350 × 350 cm
  - Die Aufnahme des Sieges in den Olymp, 289 × 594 cm
  - Der Triumph des Ruhmes (oder Triumph des Herkules ?), 200 × 696 cm
  - Die Belohnung des militärischen Verdienstes, 337 × 465 cm
  - Die Ewigkeit lässt den Verdienst aufzeichnen, 411 × 288 cm
  - Die Schrecken des Krieges: Frauenraub, 278 × 198 cm
  - Deckenlünetten (Ovale): Malerei, Bildhauerei, Musik, Astrologie, ca. 294 × 212 cm
  - kleinere Deckenlünetten (Tondi): Malerei und Bildhauerei, Mathematik und Astronomie, Die Kriegskunst
  - Grisaillen: Herbst, Sommer, Fruchtbarkeit, Freiheit
- Mariae Himmelfahrt, 1704, Stiftskirche, Vorau
- Venus mit dem Hund, Musée des Beaux-Arts, Bordeaux
- Urteil des Paris, Museo di Vicenza
- Venus mit der Taube sowie Amor und Psyche, Bayerische Gemäldesammlungen, München
- Hochzeit des Kurfürsten Johann Wilhelm mit Anna Maria de’ Medici (mit Belluccis Selbstporträt), Museum von Augsburg
- Die Milde des Scipio und Die Familie des Darius, Museum von Vicenza
- Martyrium des hl. Alessandro, 1706, Gemeindekirche in Cenate d'Argon (bei Bergamo)
- Antiochos und Stratonike, Gemäldegalerie Alte Meister (Kassel) (früher Andrea Celesti zugeschrieben)
- Raub der Sabinerinnen und Raub der Helena, früher: Schloss Bellevue, Kassel
- Allegorie des Verdienstes und Szene aus dem Leben des Kurfürsten Johann Wilhelm von der Pfalz, Galerie von Schloss Schleißheim, München
- Deckengemälde Flora, sowie 2 Ölgemälde Rebecca am Brunnen und die Auffindung des Mosesknaben, Schloss Pommersfelden
- Himmelfahrt Mariens, Alter Dom (Linz)
- Der hl. Sebastian kuriert von hl. Frauen, um 1715, Öl auf Leinwand, 144,7 × 134,3 cm, Dulwich Picture Gallery, London
- Deckengemälde, Buckingham Palace, um 1716–22, London
- Allegorisches Deckengemälde, um 1716–22, Burlington House
- Christi Himmelfahrt, 1719–20, Deckengemälde für die Kapelle des Palasts von James Brydges in Cannons, heute in der St. Michael and All Angels Parish Church, Great Witley, Worcestershire
- Joseph und die Frau des Potiphar, um 1722–26 (?), Museum von Verona
- Mariä Himmelfahrt, um 1710, Stadtpfarrkirche Rohrbach (ursprünglich im Stift Spital am Pyhrn) (Antonio Bellucci zugeschrieben)